# Мазуло (Потенца)
Мазуло (итал. Masullo) је насеље у Италији у округу Потенца, региону Базиликата.
Према процени из 2011. у насељу је живело 9 становника. Насеље се налази на надморској висини од 630 м.